# يوهان كريستوف ويخمانسهاوزن
يوهان كريستوف ويخمانسهاوزن (بالألمانية: Johann Christoph Wichmannshausen)‏ (3 أكتوبر 1663 - 17 يناير 1727) عالم لغة ألمانية من القرن السابع عشر. حصل على درجة الماجستير (أعلى درجة من كلية الفلسفة ، تساوي الدكتوراه) من جامعة لايبزيغ في عام 1685. أطروحته كُتبت تحت إشراف والده في القانون  والمستشار أوتو مينكي . كان من عام 1692 حتى وقت وفاته أستاذًا للغات الشرق الأدنى وأمين مكتبة الجامعة في جامعة ويتنبيرغ ، وألقى دورات هناك في الفلسفة والعبرية. من بين الكتب التي نشرها كتاب انقراض فرسان الهيكل، 1687 والعديد من الأعمال القصيرة حول جوانب العهد القديم.